# ماكيدون (نيويورك)
ماكيدون (بالإنجليزية: Macedon, New York)‏ هي بلدة أمريكية تقع في الولايات المتحدة في مقاطعة وين، نيويورك. يقدر عدد سكانها بـ 9,148 نسمة ومساحتها 100.6 كم2 وترتفع عن سطح البحر 149 متر.